# Haplidia tarsensis
Haplidia tarsensis är en skalbaggsart som beskrevs av Ernst Gustav Kraatz 1882. Haplidia tarsensis ingår i släktet Haplidia och familjen Melolonthidae. Inga underarter finns listade i Catalogue of Life.